# Segimon Arquer
Segimon Arquer (Càller, Sardenya 1523 - Toledo 1571) fou un humanista i teòleg sard.
Pertanyia a una família d'infançons aragonesos de l'estament militar, i vinculat a l'alta burocràcia. Estudià dret a la Universitat de Pisa i el 1547 teologia a Siena. Col·laborà en la Cosmographia de Sebastian Münster amb la breu monografia Sardiniae brevis historia et descriptio (1550) interessant per les referències a la situació del bilingüisme català-sard a Sardenya i pels atrevits atacs contra l'actuació de la inquisició. El 1554 fou nomenat advocat fiscal, però la seva lluita contra els privilegis de la noblesa feudal provocà el seu empresonament el 1556. El 1557 fou alliberat i restà a la cort. Era amic de Gaspar de Centelles, amb qui va mantenir correspondència, i quan aquest fou jutjat per la inquisició el 1563 fou novament arrestat, acusat de luteranisme i de refusar el dogma de la transsubstanciació. Després d'un procés llarg interromput per dues evasions de les presons inquisitorials, va morir cremat a la foguera.

## Obres
Sigismondo Arquer, Sardiniae brevis historia et descriptio, Cagliari, CUEC, 2007, ed. or. 1550 en Sebastian Münster, Cosmographia universalis.